# Fracastorius (månekrater)
Fracastorius er de lava-oversvømmede rester af et gammelt nedslagskrater på Månen. Det befinder sig på den sydlige halvkugle på Månens forside og er opkaldt efter den italienske astronom og læge Girolamo Fracastoro (1483 – 1553).
Navnet blev officielt tildelt af den Internationale Astronomiske Union (IAU) i 1935. 

## Omgivelser
Fracastoriuskrateret ligger i den sydlige udkant af Mare Nectaris. Nordvest for det ligger Beaumontkrateret, mens Rossekrateret ligger mod nordøst.

## Karakteristika
Den nordlige kratervæg er forsvundet og har kun efterladt ur i maret til at markere omridset. Den lava, som dannede Mare Nectaris, trængte også ind i dette krater, hvorfor det nu danner en udvidelse nærmest som en bugt i maret. Resten af kraterranden er stærkt nedslidt og dækket af mindre nedslagskratere, hvilket har betydet, at meget lidt af den oprindelige rand er intakt. Randens maksimale højde er 2,4 km. Det mest fremtrædende af de overliggende kratere er "Fractastorius D" i den vestlige rand.
Fracastoriuskrateret har ingen central top, men en lang snæver rille løber over kratermidten, nogenlunde i retningen øst-vest.

## Satellitkratere
De kratere, som kaldes satellitter, er små kratere beliggende i eller nær hovedkrateret. Deres dannelse er sædvanligvis sket uafhængigt af dette, men de får samme navn som hovedkrateret med tilføjelse af et stort bogstav. På kort over Månen er det en konvention at identificere dem ved at placere dette bogstav på den side af satellitkraterets midte, som ligger nærmest hovedkrateret. Fracastoriuskrateret har følgende satellitkratere:
| Fracastorius | Længde   | Bredde  | Diameter |
| ------------ | -------- | ------- | -------- |
| A            | 24,4° S  | 36,5° Ø | 18 km    |
| B            | 22,5° S  | 37,2° Ø | 27 km    |
| C            | 24,6° S  | 34,6° Ø | 16 km    |
| D            | 21,8° S  | 30,9° Ø | 28 km    |
| E            | 20,2° S  | 31,0° Ø | 13 km    |
| G            | 21,2° S  | 38,3° Ø | 16 km    |
| H            | 20,.7° S | 30,6° Ø | 21 km    |
| J            | 20,8° S  | 37,4° Ø | 12 km    |
| K            | 25,4° S  | 34,7° Ø | 17 km    |
| L            | 20,6° S  | 33,2° Ø | 5 km     |
| M            | 21,7° S  | 32,9° Ø | 4 km     |
| N            | 23,2° S  | 34,0° Ø | 10 km    |
| P            | 25,5° S  | 33,3° Ø | 8 km     |
| Q            | 25,1° S  | 33,2° Ø | 8 km     |
| R            | 23,8° S  | 33,7° Ø | 5 km     |
| S            | 19,0° S  | 31,9° Ø | 5 km     |
| T            | 19,8° S  | 37,4° Ø | 14 km    |
| W            | 22,6° S  | 35,7° Ø | 7 km     |
| X            | 23,0° S  | 31,1° Ø | 7 km     |
| Y            | 23,0° S  | 32,0° Ø | 12 km    |
| Z            | 24,8° S  | 33,6° Ø | 9 km     |

## Måneatlas
- Billeder af Fracastoriuskrateret i LPI-måneatlasset